# العلاقات الأمريكية الغامبية
العلاقات الأمريكية الغامبية هي العلاقات الثنائية التي تجمع بين الولايات المتحدة وغامبيا.

## مقارنة بين البلدين
هذه مقارنة عامة ومرجعية للدولتين:
| وجه المقارنة                                              | الولايات المتحدة                                                                                                  | غامبيا       |
| --------------------------------------------------------- | --- | ------------ |
| المساحة (كم2)                                             | 9.83 مليون | 11.30 ألف    |
| عدد السكان (نسمة)                                         | 311.58 مليون | 2.10 مليون   |
| الكثافة السكانية (ن./كم²)                                 | 31.7 | 185.84       |
| العاصمة                                                   | واشنطن العاصمة | بانجول       |
| اللغة الرسمية                                             | لغة إنجليزية | لغة إنجليزية |
| العملة                                                    | دولار أمريكي | دالاسي غامبي |
| الناتج المحلي الإجمالي (بليون دولار)                      | 19.39 تريليون | 1.01 مليار   |
| الناتج المحلي الإجمالي (تعادل القوة الشرائية) بليون دولار | 18.04 تريليون | 3.34 مليار   |
| الناتج المحلي الإجمالي الاسمي للفرد دولار أمريكي          | 56.12 ألف | 471          |
| الناتج المحلي الإجمالي للفرد دولار أمريكي                 | 54.63 ألف |              |
| مؤشر التنمية البشرية                                      | 0.920 | 0.441        |
| رمز المكالمات الدولي                                      | +1 | +220         |
| رمز الإنترنت                                              | .us، Gov.، .mil، Edu.                                                                                             | .gm          |
| المنطقة الزمنية                                           | توقيت ساموا الأمريكية، توقيت أطلنطي موحد، منطقة زمنية وسطى، توقيت ألاسكا ‏، المنطقة الزمنية الجبلية، توقيت تشامرو ‏ | 00           |

## مدن متوأمة
في ما يلي قائمة باتفاقيات التوأمة بين مدن أمريكية وغامبية:
- ترتبط نيوآرك مع بانجول باتفاقية توأمة منذ 1984.[17][17][17]
- ترتبط ممفيس مع Kanifing [الإنجليزية]‏ باتفاقية توأمة.

## منظمات دولية مشتركة
يشترك البلدان في عضوية مجموعة من المنظمات الدولية، منها:
| علم المنظمة | اسم المنظمة                               | تاريخ انضمام الولايات المتحدة | تاريخ انضمام غامبيا |
| ----------- | ----------------------------------------- | ----------------------------- | ------------------- |
|             | وكالة ضمان الاستثمار متعدد الأطراف        | 12 أبريل 1988                 | 11 سبتمبر 1992      |
|             | الاتحاد الدولي للاتصالات                  | 1 يوليو 1908                  | 27 مايو 1974        |
|             | يونسكو                                    | 4 نوفمبر 1946                 | 1 أغسطس 1973        |
|             | البنك الإفريقي للتنمية                    | ?                             | ?                   |
|             | الأمم المتحدة                             | 24 أكتوبر 1945                | 21 سبتمبر 1965      |
|             | المركز الدولي لتسوية المنازعات الاستشارية | 14 أكتوبر 1966                | 26 يناير 1975       |
|             | البنك الدولي للإنشاء والتعمير             | 27 ديسمبر 1945                | 18 أكتوبر 1967      |
|             | مؤسسة التمويل الدولية                     | 20 يوليو 1956                 | 19 سبتمبر 1983      |
|             | منظمة الشرطة الجنائية الدولية             | ?                             | ?                   |
|             | مؤسسة التنمية الدولية                     | 24 سبتمبر 1960                | 18 أكتوبر 1967      |
|             | الاتحاد البريدي العالمي                   | ?                             | ?                   |
|             | منظمة حظر الأسلحة الكيميائية              | ?                             | ?                   |
|             | منظمة التجارة العالمية                    | ?                             | ?                   |

## أعلام
هذه قائمة لبعض الشخصيات التي تربطها علاقات بالبلدين:
- أليكس هيلي (11 أغسطس 1921[26][27][28] – 10 فبراير 1992[26][27][28])
- تشارلي ديفيز (لاعب كرة قدم أمريكي، 25 يونيو 1986[29] – )
- جورج دبليو. هالي (دبلوماسي أمريكي، 28 أغسطس 1925 – 13 مايو 2015)
- فيليس ويتلي (شاعرة أمريكية، 8 مايو 1753[30] – 5 ديسمبر 1784[30][31][32])
- كونتا كينتي (1750 – 1810)

## وصلات خارجية
- موقع وزارة الخارجية الأمريكية
- موقع وزارة الخارجية الغامبية